# Zemljevid Borgia
Zemljevid Borgia je svetovni zemljevid, narejen nekje v začetku 15. stoletja in vgraviran na kovinsko ploščo. Zaradi "izdelave in pisnih razlag je eden najdragocenejših kosov zgodovine kartografije ". 

## Zgodovina
Leto, ko je bil ustvarjen zemljevid Borgia, ni znano. En vir trdi, da je bil zemljevid narejen nekje pred letom 1453.  Drugi vir nakazuje, da je bil zemljevid izdelan okoli leta 1450. 
Konec 18. stoletja se je artefakt znašel v antikvariatu, od koder je postal del zbirke kardinala Stefana Borgie . Pisava najdena na zemljevidu naj bi bila južna nemščina . Vendar o avtorstvu zemljevida Borgia ni znano ničesar. Poudarek na zgodovini in tradicionalni nomenklaturi (imena / izrazi / načela) nakazuje, da je bila prvotno zasnovana kot zgodovinski zemljevid za uporabo v knjižnici ali šoli. 

## Podrobnosti
Na zemljevidu Borgia je rajski vrt postavljen blizu Indije superior - ustje Gangesa in je prikazan kot dežela čudes in dragih kamnov . Prav tako je blizu Kitajske, države, ki jo predstavljajo drobne figure, ki zbirajo svilo z dreves. 
Na zemljevidu so poudarjena Babilonsko, Aleksandrijsko, Kartaginsko in Rimsko cesarstvo . Iz takratne kaotične italijanske države kartograf komentira, da "Italija, lepa, rodovitna, močna in ponosna zaradi pomanjkanja enega samega gospoda nima pravice". Posebej so omenjeni različni križarski pohodi, med drugim: kampanja Karla Velikega v Španiji, križarska vojna v severovzhodni Evropi, Afriki in Nicopolisu ter "prihodnja" grožnja Gogov in Magogovih, ki so posebej opisani kot "Judje". Zemljevid je dobro oblikovan in je bil narejen tako, da naj bi trajal dlje časa. 
Zemljevid Borgia vključuje legendo o Ebinichibelu, ki je opisan kot " saracenski etiopski kralj s pasjo glavo". To je eden izmed mnogih primerov, ko so bile bogokletne skrajnosti sveta upodobljene kot pošastne rase, ki jih krščanski misijonarji še niso spreobrnili. 